# Jeff Berlin
Jeff Berlin (* 17. Januar 1953 in Queens (New York)) ist ein US-amerikanischer E-Bassist, der sowohl im Fusionbereich als auch im Modern Jazz aktiv ist.

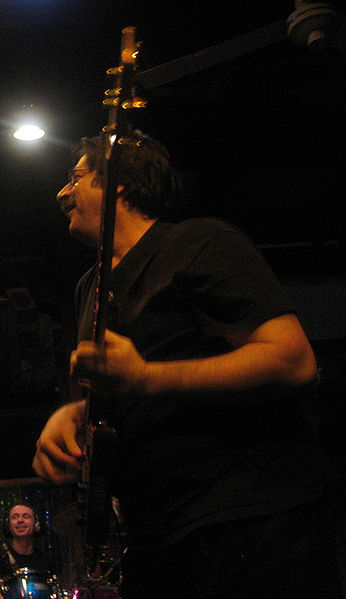
Jeff Berlin

## Leben
Bekannt wurde er Ende der 1970er Jahre als Mitmusiker von Bill Bruford. Als Kind lernte er Violine, wechselte aber als Jugendlicher zum E-Bass und blieb dort. Er studierte am Berklee College of Music in Boston. Berlin spielte unter anderem mit Anderson, Bruford, Wakeman, Howe, Patrick Moraz, Lew Soloff, Kazumi Watanabe und Allan Holdsworth. Nach seinem Umzug nach Los Angeles versuchte er, sich in der dortigen Studioszene zu etablieren. Er wurde Dozent am MIT/BIT und tourte weltweit mit verschiedenen Jazzgrößen. In den 1990er Jahren zog er nach Florida.
Aufgrund der Krebserkrankung seines Sohnes schränkte er seine Tour-Aktivitäten ein. Er unterrichtete an der 1996 von ihm gegründeten Players School of Music in Florida.
Berlins Spielweise hat sich Richtung Modern Jazz / Bop entwickelt und ist geprägt durch teilweise mehrstimmige Begleitungen und lange, bläserartige Melodieführung.
Bevorzugt spielt Berlin gebundete E-Bässe, die er durch seine Bending-Technik - verbunden mit expressiven Legatos - wie Fretless-Bässe klingen lässt und ist durch diesen Bass-Stil gut identifizierbar. Sein Stil wird als perkussiv und technisch anspruchsvoll beschrieben.

## Diskografie (Auswahl)
- Bill Bruford – Feels good to me (1977)
- Bill Bruford – One of a Kind (1979)
- Allan Holdsworth – Road Games (1983)
- Jeff Berlin – Champion (1985)
- Jeff Berlin – Pump It! (1986)
- Jeff Berlin – Taking Notes (1997)
- Jeff Berlin – In Harmony’s Way (2001)
- Jeff Berlin – Lumpy Jazz (2004)
- Jeff Berlin – Aneurythms (2006)